# Luj VI., kralj Francuske
Luj VI. Debeli (franc. Louis VI le Gros) (?, 1. prosinca 1081. – Pariz, 1. kolovoza 1137.), francuski kralj od 1108. do 1137. godine iz dinastije Capet. Vratio je moć francuskoj kruni tako što je suzbio snagu osamostaljenog plemstva na svojim teritorijima Île-de-France i Orléans.

## Životopis
Luj je rođen u Parizu, kao sin kralja Filipa I. iz dinastije Capet i Berte od Holandije. Poslije smrti, za tadašnje vrijeme skandaloznog oca Filipa I. 29. srpnja 1108. godine, Luj je okrunjen za novog kralja. Svog prethodnika je uz punu crkvenu podršku odbio pokopati uz kraljevske prethodnike zbog njegovog drugog braka.
Osim toga problema, od oca nasljeđuje i rat s Engleskom koji počinje nekoliko godina ranije. On će s kratkim prekidima trajati za cijelog njegovog vladanja. Unutar države dolazi u sukob s plemićima koji koriste njegovu polubraću kao centar kraljevom otporu. Za razliku od engleskog ovi unutarfrancuski sukobi mu idu od ruke, tako da postaje prvi kralj nakon mnogo vremena koji uspjeva ostaviti svom nasljedniku čvršću centralnu vlast od one koju je naslijedio.
Gotovo svih 29 godina kraljevanja proveo je boreći se protiv "baruna pljačkaša" koji su opsjedali Pariz ili protiv Engleza. Ipak, uspio je ojačati kraljevsku vlast i slomiti moć plemstva na kraljevskim teritorijima čime se omilio nižim slojevima Francuske.
Oženio je 1104. godine Lucienne de Rochefort - ovaj je brak bio poništen.
Godine 1115. godine oženio je Adélaide de Maurienne (o. 1100. – 1154.)
- Njihova djeca:
  - 1) Philippe (1116. – 13. listopada 1131.)
  - 2) Louis VII. (1120. – 18. studenog 1180.), kralj Francuske
  - 3) Henri (1121. – 1174.), nadbiskup Reimsa
  - 4) Hugues  (o.1122. - ?)
  - 5) Robert  (o.1123. – 11. listopada 1188.), grof of Dreuxa
  - 6) Constance (o.1124. – 16. kolovoza 1176.), udala se za Eustacea IV., grofa od Boulogne
  - 7) Philippe (1125. – 1161.), biskup Pariza
  - 8) Pierre   (o.1126. – 1180.), oženio Elisabeth, dama od Courtenaya

Luj VI. je umro 1. kolovoza 1137. i pokopan je u Bazilici St. Denis u Parizu. Naslijedio ga je sin Luj VII. iz njegovog drugog braka.

## Poveznice
- Popis francuskih vladara

## Vanjske poveznice
- Luj VI. Debeli Hrvatska enciklopedija
- Luj VI. Britannica (engl.)

| Prethodnik:            | Kralj Francuske | Nasljednik:            |
| Filip I. (1060.-1108.) | Kralj Francuske | Luj VII. (1137.-1180.) |